# چک پوینت
چک پوینت (انگلیسی: Check Point) شرکت رایانه‌ای آمریکایی اسرائیلی است، که در سال ۱۹۹۳ توسط گیل شوواد تأسیس شد.